# Germano César de Morais Pereira Sarmento
Germano César de Morais Pereira Sarmento (Lisboa, 7 de agosto de 1836 — Lisboa, 21 de janeiro de 1904) foi um arquitecto português, aluno distinto da Academia das Belas Artes de Lisboa, que lhe atribuiu um diploma em 1858. Nomeado desenhador das obras publicas de Coimbra em 1859, de onde foi transferido, para igual cargo, para Angra do Heroísmo em 1860.

## Biografia
Na cidade de Angra do Heroísmo foi Nomeado professor provisório de desenho do liceu nacional onde foi colocado definitivamente em 5 de Março de 1880. Por várias vezes exerceu o cargo de reitor, na vaga ou impedimento do próprio.
Por decreto de 23 de Fevereiro de 1875 foi classificado e colocado no extinto corpo dos arquitectos auxiliares do corpo de engenharia civil. Foi sócio correspondente da Associação dos Arquitectos Civis Portugueses.
Foi desenhador de obras públicas em Coimbra (1859), transferido, para igual cargo, no Distrito de Angra do Heroísmo em 1860, onde acumulou com o exercício da docência no Liceu Nacional. É autor do projeto da escadaria de ligação entre a parte baixa do Jardim Duque da Terceira e a Memória, em Angra do Heroísmo, passagem que ostenta o seu nome.